# Cosmos 212

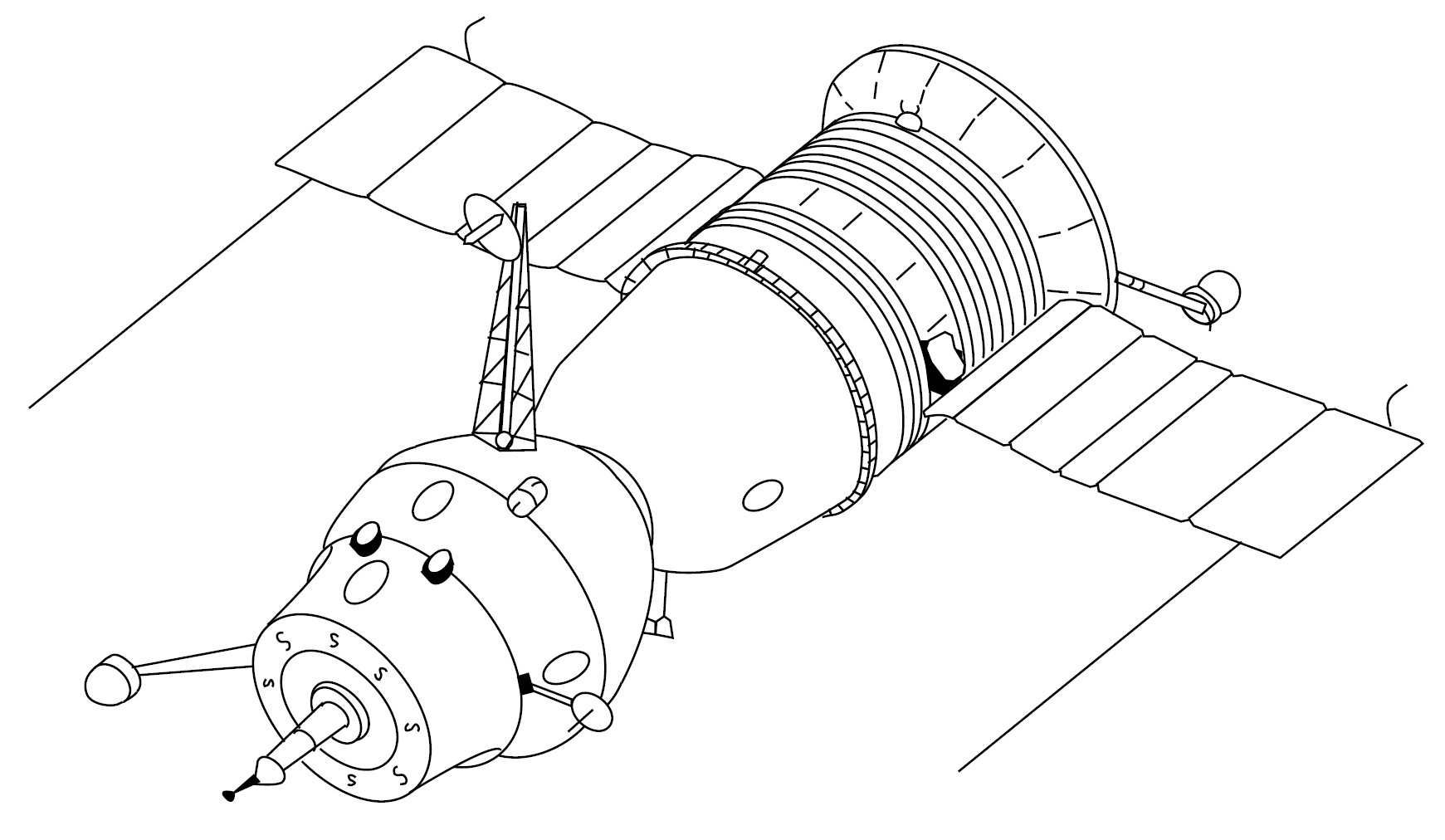
Diagrama de una nave Soyuz 7K-OK.

Cosmos 212 fue una misión no tripulado de una nave Soyuz 7K-OK lanzada el 14 de abril de 1968 desde el cosmódromo de Baikonur. Se acopló con la Soyuz de la misión Cosmos 213, también sin tripular, en el que fue el segundo acoplamiento automático de dos naves en el espacio y el primero en el que el acoplamiento fue total, incluyendo la interconexión de los sistemas eléctricos de ambas naves.
La Soyuz fue recuperada el 19 de abril de 1968 a las 8:10 GMT.
Antes de la reentrada el seguidor estelar de la nave, produciendo una reentrada balística.